# Skoki narciarskie 2006
Skoki narciarskie 2006 – komputerowa gra sportowa o tematyce skoków narciarskich, wyprodukowana przez polskie studio Metropolis Software i wydana w 2005 roku przez Axel Springer SE. Skoki narciarskie 2006 symulują rozgrywki Pucharu Świata, umożliwiając graczowi przejęcie kontroli nad stworzonym przez siebie skoczkiem narciarskim.
W głównym trybie gry pod nazwą Kariera graczowi dane jest rozwijanie kariery awatara lub całej drużyny skoczków (od reprezentacji juniorskiej do kadry A) poprzez uczestnictwo w konkursach, organizację treningów skutkujących zdobywaniem punktów doświadczenia oraz pozyskiwanie sponsorów. Dodatkowo gracz może spróbować swych sił w pojedynczym konkursie, także konkurując z żywymi uczestnikami. Rozgrywka odbywa się w trójwymiarowym otoczeniu, a samo sterowanie zawodnikiem polega na ruchu myszą i kontrolowaniu widocznego w centrum ekranu wskaźnika równowagi.
Po chłodno przyjętej przez graczy grze Skoki narciarskie 2005 polskie studio L’Art zaniechało produkcji polskiej serii gier o tytułowej dyscyplinie sportowej. Schedę po nim przejęło Metropolis Software, które w stosunku do pierwowzoru dokonało fundamentalnych modyfikacji – począwszy od znacząco poprawionej oprawy graficznej, a na przyśpieszeniu tempa gry kończąc. Rezultatem owych zmian były niezbyt emocjonalne, ale pozytywne recenzje. W 2011 roku magazyn GameStar umieścił Skoki narciarskie 2006 na liście pięciu najlepszych symulatorów dyscypliny.